# Bagrat Bagrationi

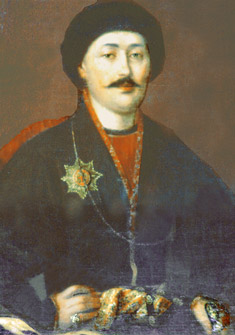
Bagrat Bagrationi

Bagrat Bagrationi (1776—1841), was een zoon van Giorgi XII van Georgië, de laatste koning van Georgië. Prins Nugzar Bagrationi-Gruzinski is een directe nakomeling van hem en eist anno 2010 de troon op van Georgië.